# Pelotas
Pelotas é um município da região sul do estado do Rio Grande do Sul, no Brasil. Considerado uma das capitais regionais do Brasil, sua população, conforme estimativas do IBGE de 2024, era de 336 131 habitantes, sendo a quarta cidade mais populosa do estado.
Pelotas é uma relevante cidade polo universitária por sediar a Universidade Federal de Pelotas e a Universidade Católica de Pelotas.

## História
A história do município começa em junho de 1758, através da doação que o General Gomes Freire de Andrade, o Conde de Bobadela, fez ao Coronel Thomáz Luiz Osório, das terras que ficavam às margens da Lagoa dos Patos. Em 1763, fugindo da invasão espanhola, muitos habitantes da Vila do Rio Grande buscaram refúgio nas terras pertencentes a Thomáz Luiz Osório. Mais tarde, vieram também os retirantes da Colônia do Sacramento, entregue pelos portugueses aos espanhóis em 1777.
Em 1780, instala-se em Pelotas o charqueador português José Pinto Martins. A prosperidade do estabelecimento estimulou a criação de outras charqueadas e o crescimento da região, dando origem à povoação que demarcaria o início do município de Pelotas. Com o sucesso desta indústria, os charqueadores, dispondo de duas estações amenas, construíam palacetes para suas habitações e promoviam a cultura e a educação, no ambiente urbano, exemplificado pela inauguração do Teatro Sete de Abril, em 1831, quatro anos antes de Pelotas ser elevada à condição de cidade.
A Freguesia de São Francisco de Paula, fundada em 7 de Julho de 1812 por iniciativa do padre Pedro Pereira de Mesquita, foi elevada à categoria de Vila em 7 de abril de 1832. Três anos depois, em 1835, a Vila é elevada à condição de cidade, com o nome de Pelotas.
Nos primeiros anos do século XX, o progresso foi impulsionado pelo Banco Pelotense, fundado em 1906 por investidores locais. Sua liquidação, em 1931, foi nefasta para a economia local.
O topônimo do município, "Pelotas", teve origem no nome das embarcações de varas de corticeira forradas de couro, usadas para a travessia dos rios na época das charqueadas.
A Lei Complementar Estadual número 9184, de 1990, criou a Aglomeração Urbana de Pelotas, que em 2001 passou a se denominar Aglomeração Urbana de Pelotas e Rio Grande, e em 2002, Aglomeração Urbana do Sul. Esta caracteriza-se por proporcionar uma forte integração entre os municípios que a constituem e é o embrião de uma futura região metropolitana. Integram-na os municípios de Arroio do Padre, Capão do Leão, Pelotas, Rio Grande e São José do Norte, que totalizam uma população aproximada de 600.000 habitantes.

## Geografia

### Divisões administrativas

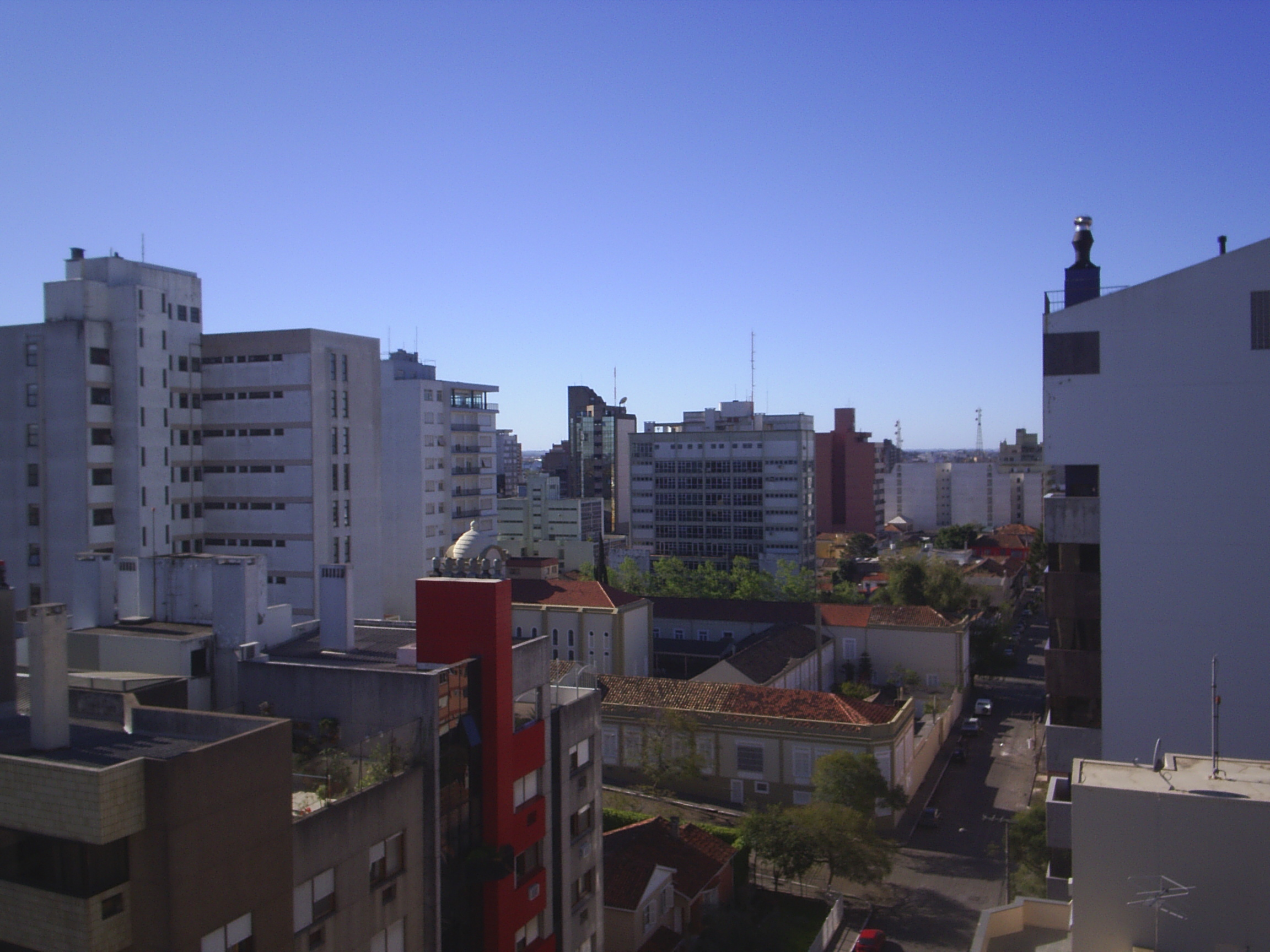
Vista da área urbana de Pelotas

Conforme o plano diretor vigente no município, a área urbana de Pelotas está dividida atualmente em 7 regiões administrativas urbanas e 9 rurais (distritos).

#### Regiões administrativas
- Areal (Zona Leste)
- Barragem (Zona Oeste)
- Centro (Zona Central)
- Fragata (Zona Oeste)
- Laranjal (Zona Leste)
- Porto / São Gonçalo (Zona Sul)
- Três Vendas (Zona Norte)

#### Distritos

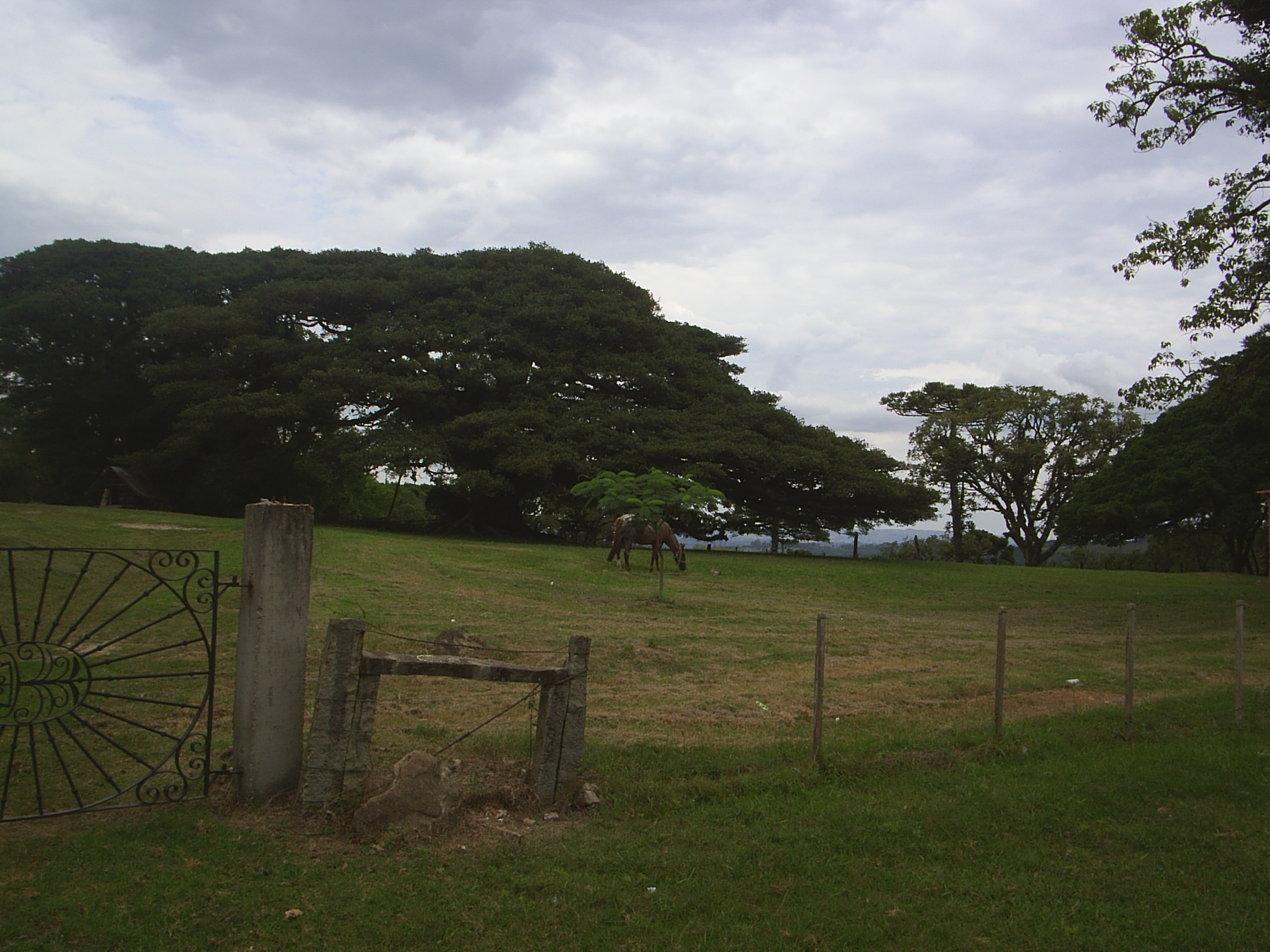
Vista do distrito da Cascata

- 1° distrito- Sede ou Área Urbana
- 2° distrito- Colônia Z3
- 3° distrito- Cerrito Alegre
- 4° distrito- Triunfo
- 5° distrito- Cascata
- 6° distrito- Santa Silvana
- 7° distrito- Quilombo
- 8° distrito- Rincão da Cruz
- 9° distrito- Monte Bonito

### Relevo

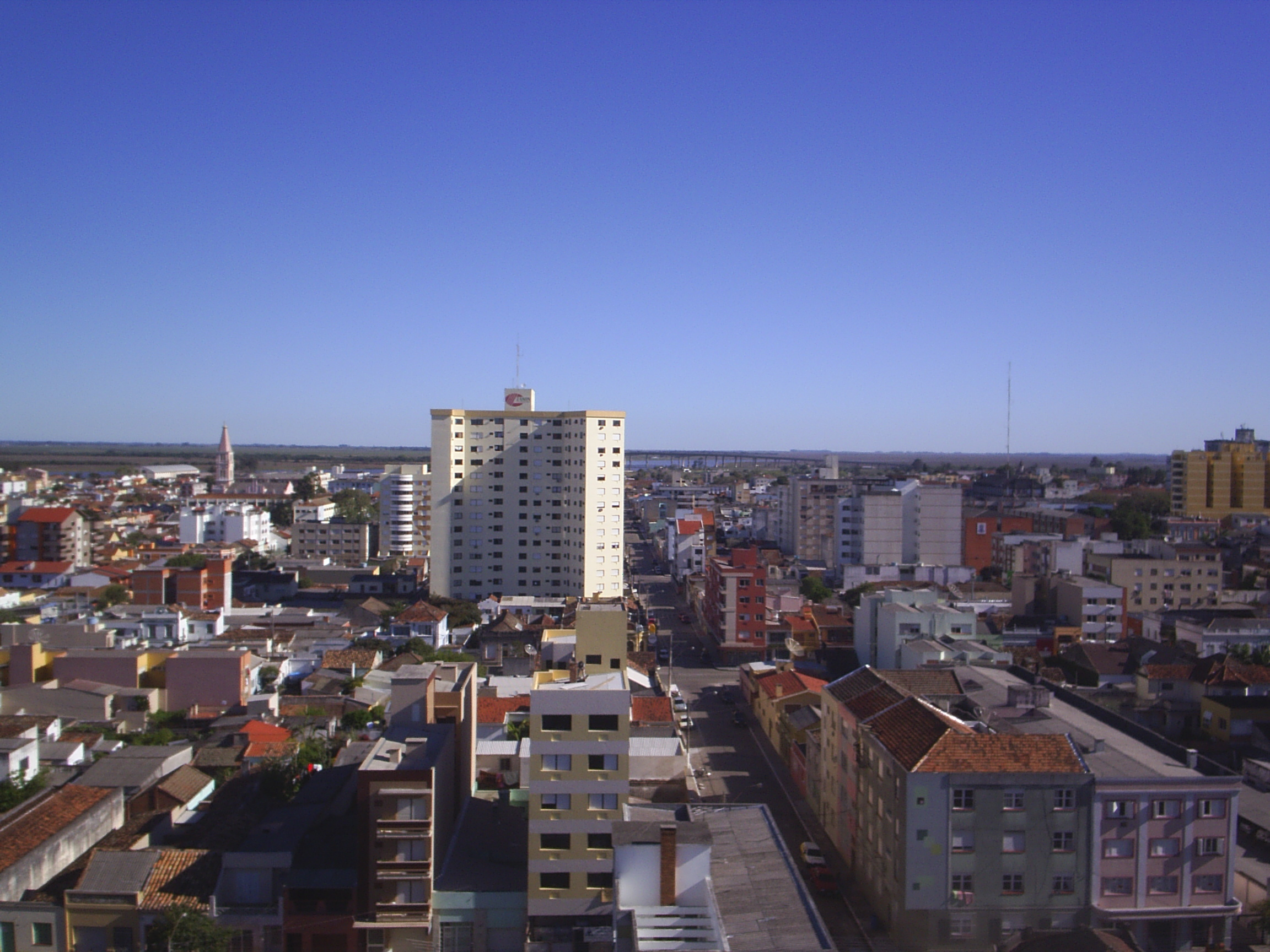
Centro de Pelotas - a zona urbana do município é predominantemente plana, com poucos e suaves aclives.

Por estar situada numa planície costeira, a área urbana do município situa-se em baixa altitude, com, em média, 7 metros acima do nível do mar. O interior do município está sobre um planalto com elevações médias, denominado Serras de Sudeste, com cerros de ondulações moderadas e cobertos com pastagem, conhecidos como coxilhas. A altitude na área rural de Pelotas chega a cerca de 429 metros, próximo à fronteira com o município de Canguçu. 

### Clima
O clima de Pelotas é subtropical úmido, denotado por Köppen como Cfa. Os verões são tépidos ou ocasionalmente quentes, com precipitações regulares. Neste período, as temperaturas máximas absolutas do ano situam-se entre 34 °C e 36 °C, aproximadamente, enquanto os invernos são relativamente frescos, porém frios para uma cidade litorânea brasileira, com o domínio da Corrente das Malvinas. Geadas são relativamente frequentes, mas geralmente de fraca intensidade (com uma média de 24 por ano, entre 1975 e 2000) e ocorrência de nevoeiros, com temperaturas mínimas absolutas do ano entre -2 °C e 0 °C. Portanto, há uma grande amplitude térmica anual para uma cidade brasileira, ainda mais considerando sua localização costeira.
| Maiores acumulados de precipitação em 24 horas registrados em Pelotas/Capão do Leão por meses (INMET) | Maiores acumulados de precipitação em 24 horas registrados em Pelotas/Capão do Leão por meses (INMET) | Maiores acumulados de precipitação em 24 horas registrados em Pelotas/Capão do Leão por meses (INMET) | Maiores acumulados de precipitação em 24 horas registrados em Pelotas/Capão do Leão por meses (INMET) | Maiores acumulados de precipitação em 24 horas registrados em Pelotas/Capão do Leão por meses (INMET) | Maiores acumulados de precipitação em 24 horas registrados em Pelotas/Capão do Leão por meses (INMET) |
| Mês                                                                                                   | Acumulado                                                                                             | Data                                                                                                  | Mês                                                                                                   | Acumulado                                                                                             | Data                                                                                                  |
| --- | --- | --- | --- | --- | --- |
| Janeiro                                                                                               | 134,4 mm                                                                                              | 29/01/2009                                                                                            | Julho                                                                                                 | 97,8 mm                                                                                               | 14/07/1952                                                                                            |
| Fevereiro                                                                                             | 219,6 mm                                                                                              | 15/02/1983                                                                                            | Agosto                                                                                                | 110,6 mm                                                                                              | 11/08/1941                                                                                            |
| Março                                                                                                 | 151 mm                                                                                                | 17/03/1962                                                                                            | Setembro                                                                                              | 105,4 mm                                                                                              | 27/09/1984                                                                                            |
| Abril                                                                                                 | 138,6 mm                                                                                              | 17/04/1998                                                                                            | Outubro                                                                                               | 91,4 mm                                                                                               | 06/10/1942                                                                                            |
| Maio                                                                                                  | 216,8 mm                                                                                              | 07/05/2004                                                                                            | Novembro                                                                                              | 115 mm                                                                                                | 05/11/2009                                                                                            |
| Junho                                                                                                 | 109 mm                                                                                                | 29/06/2000                                                                                            | Dezembro                                                                                              | 106,6 mm                                                                                              | 22/12/1997                                                                                            |
| Período: 1931 a 1970, 1979 a 1984 e 1988-presente                                                     | | | | | |

A temperatura média compensada anual da área urbana do município, de acordo com o Instituto Nacional de Meteorologia (no período entre 1981 e 2010), é de 18 °C, sendo janeiro o mês mais quente, com temperatura média de 23,5 °C, e julho o mês mais frio, com média de 12,2 °C. A amplitude térmica diária (diferença entre as temperaturas mínima e máxima de um dia) geralmente é moderada, entre 8 e 9 graus, sendo que dias com amplitudes térmicas elevadas (de até 20 graus ou mais) não são raros de ocorrer, principalmente no outono. A umidade relativa do ar é bastante elevada (com média anual de cerca de 80%). Há um dito popular de que Pelotas seria a segunda cidade mais úmida do mundo, perdendo somente para Londres. O índice pluviométrico anual é de 1.400 milímetros (mm), com chuvas regularmente distribuídas durante todo o ano, sem a ocorrência de estação seca, embora possam acontecer veranicos.
Segundo dados do Instituto Nacional de Meteorologia (INMET), referentes ao período de 1931 a 1970, 1979 a 1984, 1988 e a partir de 1991, o maior acumulado de precipitação em 24 horas atingiu 219,6 mm em 15 de fevereiro de 1983. Outros grandes acumulados iguais ou superiores a 100 mm foram: 216,8 mm em 7 de maio de 2004, 153,2 mm em 24 de fevereiro de 1983, 151 mm em 17 de março de 1962, 138,6 mm em 17 de abril de 1998, 134,4 mm em 29 de janeiro de 2009, 131,4 mm em 8 de fevereiro de 1954, 125,6 mm em 16 de abril de 1959, 122,1 mm em 2 de janeiro de 2018, 120,6 mm em 14 de fevereiro de 1997, 115 mm em 5 de novembro de 2009, 110,6 mm em 11 de agosto de 1941, 109 mm em 29 de junho de 2000, 106,6 mm em 22 de dezembro de 1997, 105,8 mm 22 de janeiro de 1948, 105,4 mm em 27 de setembro de 1984, 103,8 mm em 7 de fevereiro de 1998 e 102 mm em 11 de junho de 2003.
| Dados climatológicos para Pelotas-Capão do Leão (INMET/UFPel/EMBRAPA)                    | Dados climatológicos para Pelotas-Capão do Leão (INMET/UFPel/EMBRAPA) | Dados climatológicos para Pelotas-Capão do Leão (INMET/UFPel/EMBRAPA) | Dados climatológicos para Pelotas-Capão do Leão (INMET/UFPel/EMBRAPA) | Dados climatológicos para Pelotas-Capão do Leão (INMET/UFPel/EMBRAPA) | Dados climatológicos para Pelotas-Capão do Leão (INMET/UFPel/EMBRAPA) | Dados climatológicos para Pelotas-Capão do Leão (INMET/UFPel/EMBRAPA) | Dados climatológicos para Pelotas-Capão do Leão (INMET/UFPel/EMBRAPA) | Dados climatológicos para Pelotas-Capão do Leão (INMET/UFPel/EMBRAPA) | Dados climatológicos para Pelotas-Capão do Leão (INMET/UFPel/EMBRAPA) | Dados climatológicos para Pelotas-Capão do Leão (INMET/UFPel/EMBRAPA) | Dados climatológicos para Pelotas-Capão do Leão (INMET/UFPel/EMBRAPA) | Dados climatológicos para Pelotas-Capão do Leão (INMET/UFPel/EMBRAPA) | Dados climatológicos para Pelotas-Capão do Leão (INMET/UFPel/EMBRAPA) |
| Mês                                                                                      | Jan                                                                   | Fev                                                                   | Mar                                                                   | Abr                                                                   | Mai                                                                   | Jun                                                                   | Jul                                                                   | Ago                                                                   | Set                                                                   | Out                                                                   | Nov                                                                   | Dez                                                                   | Ano                                                                   |
| ---------------------------------------------------------------------------------------- | --------------------------------------------------------------------- | --------------------------------------------------------------------- | --------------------------------------------------------------------- | --------------------------------------------------------------------- | --------------------------------------------------------------------- | --------------------------------------------------------------------- | --------------------------------------------------------------------- | --------------------------------------------------------------------- | --------------------------------------------------------------------- | --------------------------------------------------------------------- | --------------------------------------------------------------------- | --------------------------------------------------------------------- | --------------------------------------------------------------------- |
| Temperatura máxima recorde (°C)                                                          | 42                                                                    | 39,6                                                                  | 38,4                                                                  | 36,4                                                                  | 33,6                                                                  | 30,8                                                                  | 31,8                                                                  | 34,4                                                                  | 35,6                                                                  | 36,1                                                                  | 39,2                                                                  | 39,6                                                                  | 42                                                                    |
| Temperatura máxima média (°C)                                                            | 28,6                                                                  | 28,4                                                                  | 27,3                                                                  | 24,7                                                                  | 21,1                                                                  | 18,5                                                                  | 17,8                                                                  | 19,3                                                                  | 20                                                                    | 22,4                                                                  | 25,1                                                                  | 27,4                                                                  | 23,4                                                                  |
| Temperatura média compensada (°C)                                                        | 23,5                                                                  | 23,2                                                                  | 21,9                                                                  | 19                                                                    | 15,6                                                                  | 13,1                                                                  | 12,3                                                                  | 13,8                                                                  | 15,3                                                                  | 17,9                                                                  | 20,1                                                                  | 22,2                                                                  | 18,2                                                                  |
| Temperatura mínima média (°C)                                                            | 19,5                                                                  | 19,3                                                                  | 18                                                                    | 15                                                                    | 11,9                                                                  | 9,4                                                                   | 8,5                                                                   | 9,9                                                                   | 11,6                                                                  | 14,2                                                                  | 15,9                                                                  | 18                                                                    | 14,3                                                                  |
| Temperatura mínima recorde (°C)                                                          | 7,6                                                                   | 5,8                                                                   | 3,3                                                                   | 2,7                                                                   | −0,6                                                                  | −5                                                                    | −3,4                                                                  | −2,6                                                                  | −2,1                                                                  | 1,2                                                                   | 4                                                                     | 4,8                                                                   | −5                                                                    |
| Precipitação (mm)                                                                        | 115,9                                                                 | 141,8                                                                 | 107,2                                                                 | 111,1                                                                 | 117,1                                                                 | 107,7                                                                 | 112,7                                                                 | 117,4                                                                 | 128,7                                                                 | 120,2                                                                 | 99,4                                                                  | 103,2                                                                 | 1 382,4                                                               |
| Dias com precipitação (≥ 1 mm)                                                           | 9                                                                     | 9                                                                     | 9                                                                     | 8                                                                     | 8                                                                     | 7                                                                     | 8                                                                     | 8                                                                     | 9                                                                     | 9                                                                     | 7                                                                     | 8                                                                     | 99                                                                    |
| Umidade relativa compensada (%)                                                          | 78,5                                                                  | 80,7                                                                  | 82,5                                                                  | 83,5                                                                  | 86,2                                                                  | 85,8                                                                  | 84,7                                                                  | 84,1                                                                  | 83,3                                                                  | 81,6                                                                  | 77,4                                                                  | 77,2                                                                  | 82,1                                                                  |
| Insolação (h)                                                                            | 252,8                                                                 | 215                                                                   | 217,2                                                                 | 185                                                                   | 166                                                                   | 142,9                                                                 | 160,2                                                                 | 169,2                                                                 | 160,7                                                                 | 186,6                                                                 | 233,8                                                                 | 257,5                                                                 | 2 346,9                                                               |
| Fonte: INMET (normal climatológica de 1991-2020; recordes de temperatura: 1931-presente) |                                                                       |                                                                       |                                                                       |                                                                       |                                                                       |                                                                       |                                                                       |                                                                       |                                                                       |                                                                       |                                                                       |                                                                       |                                                                       |

#### Raras precipitações de neve
Um dado climático interessante foi a ocorrência de uma precipitação de neve, no dia 8 de julho de 1994, em Pelotas, das 11h00 às 13h30. Até esta data, não havia nenhum registro oficial de queda de neve no município. O fenômeno foi de fraca intensidade na área urbana do município, não chegando a cobrir de branco a paisagem. Entretanto, a queda de neve teve maior intensidade no interior do município, em distritos como Cascata e Quilombo, chegando a cobrir a vegetação com uma camada branca.
Em 4 de setembro de 2006, também foi registrada queda de neve no município de Pelotas. Houve precipitação de neve em flocos nos distritos mais elevados e na cidade vizinha de Canguçu e, na área urbana de Pelotas, na forma de neve granular, durante o período da tarde.
Em 5 de setembro de 2008, a cidade também registrou neve granular, misturada à chuva congelada. Em 3 de agosto de 2010, novamente foram registrados períodos de neve granular na cidade, entre as 11h e as 18h.
Precipitações de graupel foram registradas na cidade nos dias 12 de julho de 2012 e 25 de setembro de 2012.
No dia 5 de julho de 2019, Pelotas registrou neve em flocos misturada com chuva fraca líquida, em pontos esparsos no centro da cidade (próximo ao meio-dia, com cerca de 40 minutos de duração). O fenômeno repetiu-se em 28 de julho de 2021, durante a tarde, também com fraca intensidade.

#### Temperaturas extremas
Em 19 de julho de 1934 e 27 de julho de 1935, o município registrou uma temperatura mínima de −5 °C, a mais baixa registrada em Pelotas. Esta mínima foi registrada na área urbana, sendo que no interior do município, devido à maior altitude, a temperatura deve ter sido mais baixa. Outras temperaturas extremas foram −3,4 °C em 1 de agosto de 1955, −3 °C em 9 de junho de 2012 e em 30 de junho de 1996, -2,7 °C, em 19 de julho de 1975, -2,4 °C, em 31 de julho de 2009, -2 °C, em 30 de julho de 2007 e em 25 de julho de 2013 e -1,6 °C, em 12 de julho de 2007.
A temperatura mais alta registrada pelo INMET em Pelotas ocorreu em 1 de janeiro de 1943, com 42 °C (no mesmo dia em que Porto Alegre e Rio Grande registraram seus recordes históricos de 40,7 °C e 41,2 °C, respectivamente). O aeroporto do município, não oficialmente, registrou em outros dias temperaturas na casa dos 40 °C, como em 27 de dezembro de 1999 e em 8 e 10 de janeiro de 2006.

### Fauna
Devido a sua localização e suas características de vegetação e relevo, o município apresenta tanto fauna aquática como fauna de campo e de área serrana. Pelotas possui desde gaivotas e marrecos, aves típicas da zona lagunar de litoral, até a perdiz e a ema, que são próprias das zonas da Campanha gaúcha.
A zona mais rica em fauna, no município, é a zona dos banhados, com inúmeras espécies de peixes, anfíbios como a rã, répteis como o jacaré do papo amarelo e tartarugas, e mamíferos como capivaras, preás, lebres, lontras, gambás, doninhas, graxains (sorro), ratões-do-banhado e zorrilhos.
A zona serrana possui uma fauna mais pobre, principalmente por se tratar de uma zona de transição, e também em consequência do desmatamento. Jaguares, jaguatiricas e suçuaranas já não existem mais nessa área. Destacam-se, na área serrana e na área dos campos, mamíferos como veado-virá, veado-campeiro, lebre, tatu, raposa, gambá, capivara, graxaim; aves como chimango, perdiz, caturrita, quero-quero, jacu, ema, seriema, pomba do mato (pombão), cardeal-de-topete-vermelho, periquito, tico-tico, joão-de-barro; répteis como lagarto, serpentes como urutu-cruzeiro, jararaca-cruzeira, cobra-verde; e peixes como traíra, jundiá, lambari, etc.

### Vegetação

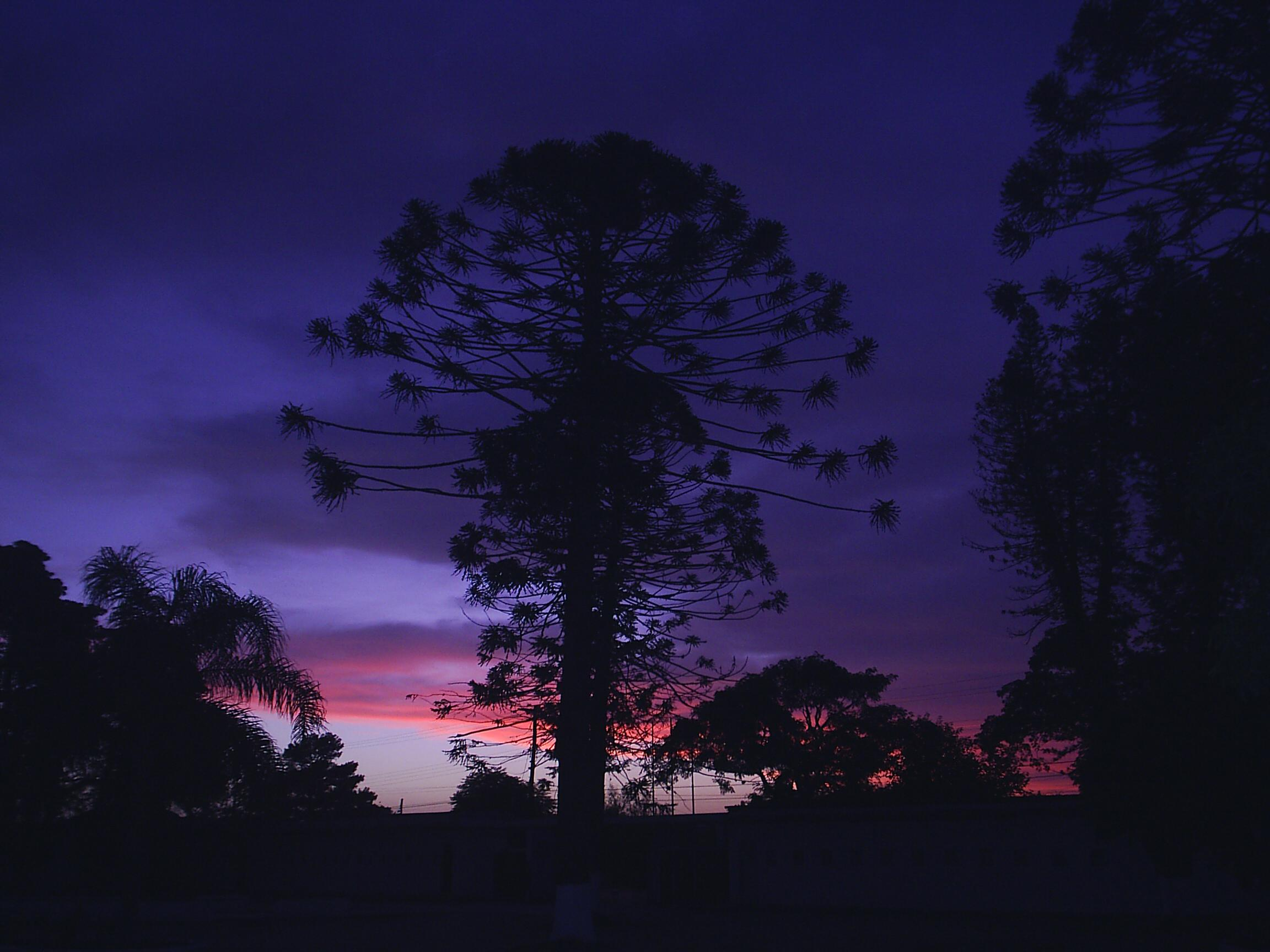
Vista desde o Hipódromo da Tablada ao entardecer - em primeiro plano, uma araucária.

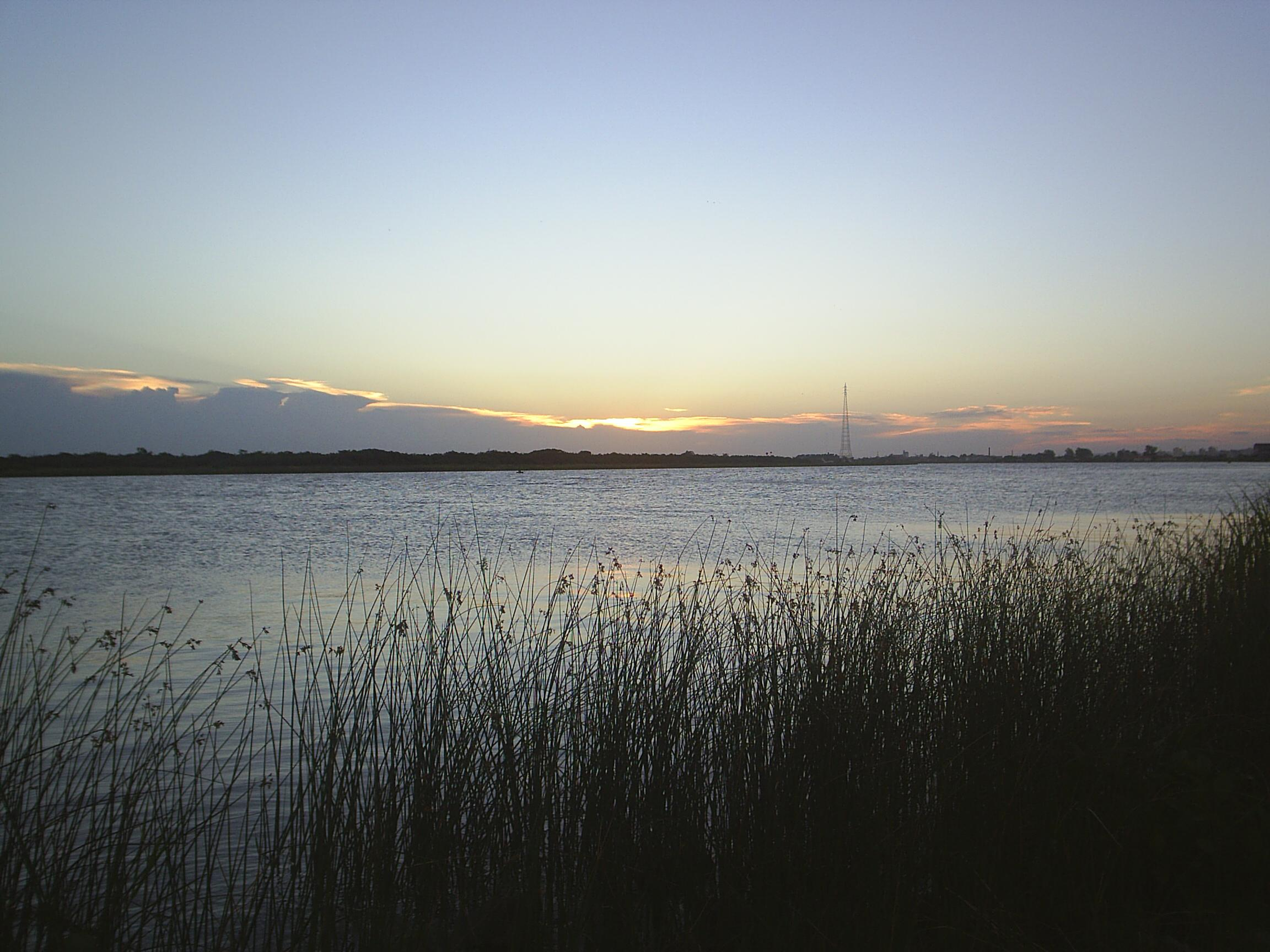
Margem do Canal São Gonçalo.

A maior parte da área rural de Pelotas é composta por campos, com vegetação rasteira e herbácea (pampas). Outra formação importante, que ocorre na forma de pequenos bosques e de forma bastante esparsa no município, por ter sido reduzida pela ocupação humana, é a floresta estacional semidecidual. A vegetação nativa, tanto no domínio dos campos quanto no das matas, apresenta ocorrência de árvores como corticeiras e araucárias, entre outras. A existência da araucaria angustifolia é maior no interior do município, onde a altitude mais elevada e a maior distância do mar favorecem a sua ocorrência, mas esta árvore também é bastante encontrada nas áreas mais baixas, incluindo as zonas urbana e litorânea.
Merece registro o crescimento da silvicultura, que tem promovido o florestamento das áreas de campos com árvores exóticas, como eucaliptos, pinhos e acácias, utilizadas na indústria madeireira, ao lado de espécies de tradicional uso paisagístico (salsos-chorões, ciprestes, cedros, álamos e plátanos).
Pelotas está a 55 km de distância do Oceano Atlântico, e possui uma praia lacustre chamada Laranjal (na laguna chamada Lagoa dos Patos). Nas proximidades desta praia, são encontrados banhados e algumas dunas de areia esparsas.

### Hidrografia
Pelotas é um município que faz parte da bacia hidrográfica do rio Camaquã. Os arroios do Quilombo e das Caneleiras drenam o município de Pelotas, recebendo o nome de Arroio Pelotas quando suas águas se unem, indo desaguar no Canal São Gonçalo.
A maior queda de água do município chama-se Cachoeira do Arco-Íris, com 12 metros de altura, e está localizada no distrito de Quilombo.

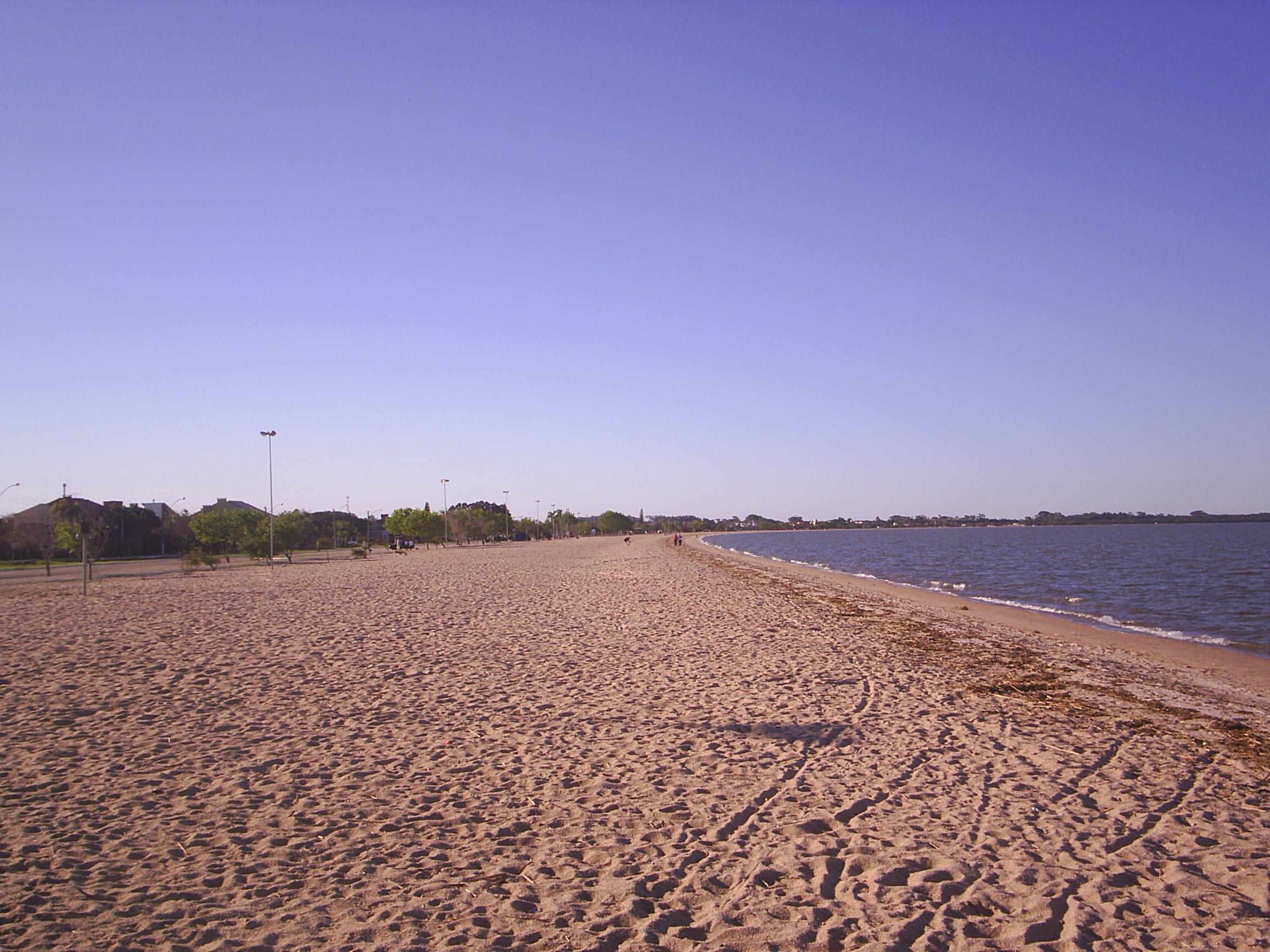
Praia do Laranjal - Balneário Valverde.

Também há a Praia do Laranjal, um bairro localizado à beira da Lagoa dos Patos. Além dos balneários Santo Antônio e Valverde, fundados pelo doutor  Antônio Augusto de Assumpção Júnior e pelo coronel Arthur Augusto de Assumpção, o bairro conta também com o Balneário dos Prazeres (conhecido popularmente como Barro Duro) e a Colônia Z3, uma colônia de pescadores que explora principalmente a pesca artesanal do camarão.

## Economia

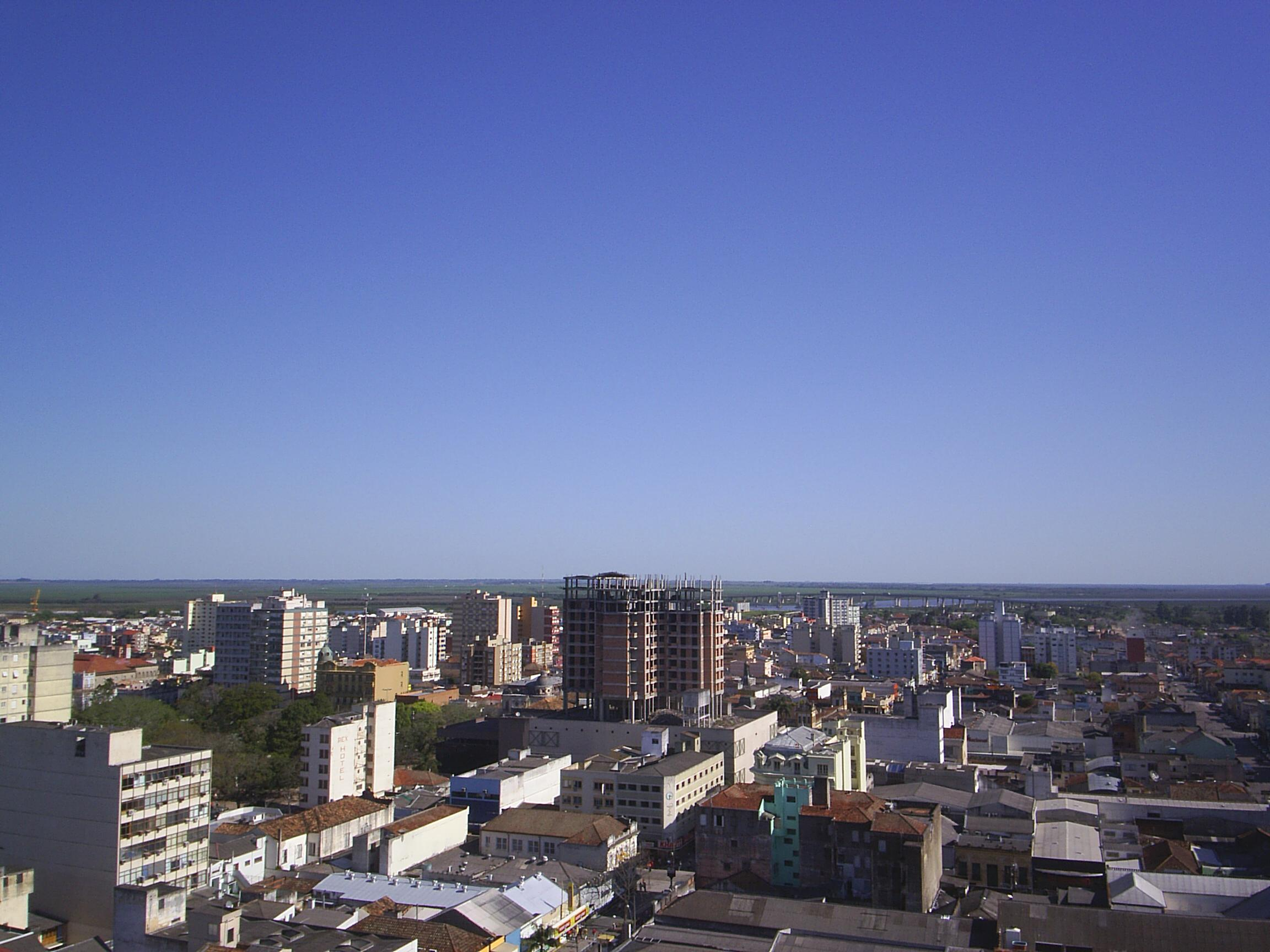
Vista para a zona sul da cidade.

A vocação econômica de Pelotas é o agronegócio e o comércio. Neste último segmento, há grande representatividade de árabes oriundos principalmente do Líbano (conhecidos erroneamente como turcos) e mais alguns estrangeiros.

### Setor terciário
Pelotas também possui o SANEP (Serviço Autônomo de Saneamento de Pelotas), uma autarquia responsável pela captação, tratamento e distribuição de água potável, coleta e destinação do lixo e coleta e tratamento de esgotos sanitários e pela drenagem urbana. Constitui uma situação única no estado, já que os demais municípios do Rio Grande do Sul recebem serviços de saneamento de uma única empresa estadual, denominada CORSAN. O município conta com três estações de tratamento de água: a ETA Santa Bárbara, que alimenta a rede de distribuição com 40 milhões de litros por dia; a ETA Sinnott, que é abastecida pelos arroios Pelotas e Quilombo e lança 36 milhões de litros no sistema,diariamente; e a ETA do Arroio Moreira, que contribui com sete milhões de litros; data de 1874 e, com ela, teve início o abastecimento de água tratada em Pelotas, na época com 15 mil habitantes.
Na cidade, a distribuição de energia elétrica é realizada pela empresa estadual CEEE (Companhia Estadual de Energia Elétrica).
Também há o Laranjal Parque Hotel, um empreendimento que comprova o empreendedorismo de uma parcela do empresariado pelotense. Situado próximo da Praia do Laranjal, no seu parque apresentou-se, em 28 de março de 1998, a soprano espanhola Montserrat Caballé.

### Transportes
No transporte rural, o serviço liga a zona rural (conhecida como Colônia pelos pelotenses) com o Centro da cidade. 
O transporte ferroviário na Aglomeração (Capão do Leão - Pelotas - Rio Grande) vem sendo estudado pelo governo. O objetivo é o de ser implantado na então malha ferroviária existente que interliga os municípios, visando mais fluidez no transporte rodoviário e mais opções de transporte, além de poluir menos o ambiente.

#### Licitação do transporte urbano
Em fevereiro de 2016, após muitos anos de projetos e impasses, foi assinado o contrato de prestação do transporte coletivo entre a Prefeitura e o Consórcio vencedor da licitação. O consórcio, denominado "Consórcio do Transporte Coletivo de Pelotas", é formado por 6 empresas já atuantes no ramo na cidade: Viação Nossa Senhora Conquistadora (líder do consórcio), Laranjal Transportes, São Jorge de Transportes, Transportes Santa Maria, Auto Viação Santa Rosa e Transportes Santa Silvana. É a primeira vez que o transporte operará licitado no município. Como impacto, já em 2016 a cidade terá nas ruas cerca de 50% da frota renovada (a frota terá como idade máxima dos veículos 10 anos de uso), melhorias na segurança, como GPS e câmeras, integração tarifária e também aplicativos de interação online. A data oficial para início da operação é no mês de agosto de 2016.

## Demografia
| Variação demográfica do município entre 1872 e 2022 |
|                                                     |
| Fonte: DGE (1890-1920); IBGE (1940-atual)           |

### Etnias e religiões
A principal imigração ocorrida na região foi a vinda de portugueses, oriundos principalmente do arquipélago de Açores, que influíram profundamente na cultura do município, principalmente na arquitetura e na culinária.
Outra imigração importante que ocorreu na região foi a de alemães (a maioria de pomeranos), embora estes tenham preferido fixar-se na zona rural do município, ao contrário dos portugueses, que o fizeram na zona urbana. Também são dignas de nota outras etnias que em Pelotas fixaram residência, como africanos trazidos como escravos pelo Império português (oriundos principalmente de Angola), italianos, poloneses, franceses, judeus, árabes libaneses, etc. O número de descendentes de índios, apesar de desconhecido, é considerado muito pequeno.
No censo demográfico do Brasil de 2022, Pelotas reportou 247.257 brancos, 39.107 pardos, 38.691 negros, 363 indígenas 264 asiáticos.
Antes da vinda dos primeiros colonizadores portugueses, a porção meridional do Rio Grande do Sul, incluindo a área municipal de Pelotas, era ocupada por indígenas. De acordo com vestígios encontrados na região, os grupos eram minuanos, charruas e guaranis.
Quanto à religião, o IBGE divulgou, em 2025, dados estatísticos do censo demográfico de 2022 sobre as religiões nos municípios brasileiros. Em Pelotas, o resultado foi 33,62% de católicos romanos, 22,73% de evangélicos (de diversos subgrupos), 7,95% de espíritas, 7% de religiões afro-brasileiras (como Umbanda, Quimbanda e Candomblé), 0,01% de religiões indígenas, 4,52% de outras religiosidades, 23,78% sem religião, 0,32% não sabem e 0,06% não declararam.

### Educação

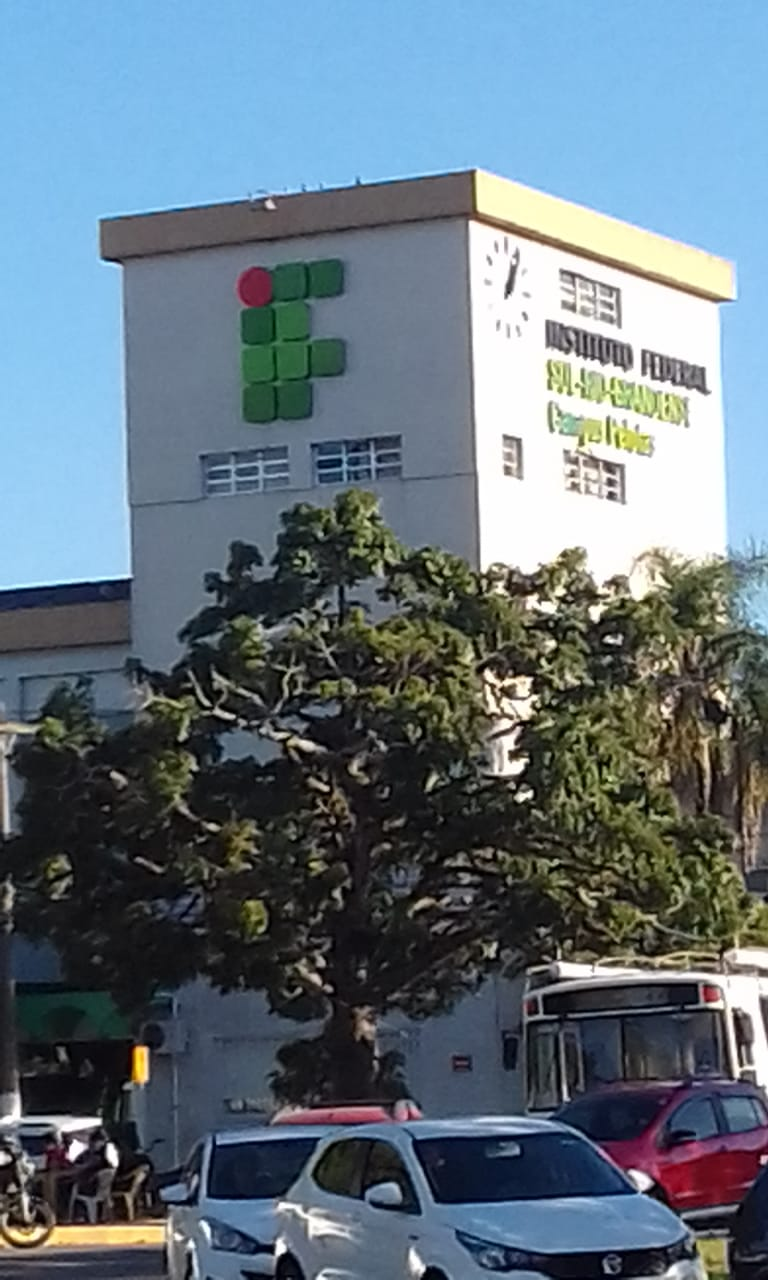
Campus Pelotas do Instituto Federal Sul-rio-grandense

O município conta com cinco instituições de ensino superior (universidades): Universidade Federal de Pelotas (UFPel), Universidade Católica de Pelotas (UCPel), Instituto Federal Sul-rio-grandense (IFSUL), Anhanguera Educacional e Faculdade de Tecnologia Senac-RS. Também possui três grandes escolas técnicas: Escola Técnica Estadual João XXIII, Escola Técnica Estadual Professora Sylvia Mello e o Conjunto Agrotécnico Visconde da Graça (CAVG), hoje chamado de Instituto Federal Sul-rio-grandense Campus Visconde da Graça, vinculado ao IFSul. Em 2010, foi inaugurado um colégio militar de ensino médio no município, o Colégio Tiradentes.
Também há muitas escolas de ensino fundamental e médio no município, sendo estas escolas particulares (como o Colégio São José, o Colégio Gonzaga e o Colégio Alfredo Simon, entre outros) e públicas, sob administração estadual e municipal, como, por exemplo, o Colégio Pedro Osório e o Instituto Estadual de Educação Assis Brasil. Entre as instituições de ensino sob administração municipal, está o Colégio Municipal Pelotense, a maior escola municipal da América do Sul e uma das maiores da América Latina.

### Saúde
Os hospitais mais tradicionais da cidade são a Santa Casa de Misericórdia (fundada em 1847), e o Hospital Beneficência Portuguesa (fundado em 1857). Também há o Hospital Miguel Piltcher, o Hospital Clinicamp, o Hospital Universitário São Francisco de Paula (HUSFP), ligado à Universidade Católica de Pelotas (UCPel), e o Hospital Escola, ligado à Universidade Federal de Pelotas (UFPel), sendo administrado pela Fundação de Apoio Universitário (FAU) (mais conhecido como "Hospital da FAU"). O município conta também com um hospital psiquiátrico, o Hospital Espírita de Pelotas.

## Cultura

### Filhos ilustres
- Ver Pelotenses biografados na Wikipédia

### Teatros e museus
Pelotas conta com dois teatros: o Teatro Sete de Abril, que é um dos mais tradicionais e o mais antigo no Brasil, e cuja construção é de 1831, além do Teatro Guarani.
O município possui diversos museus: Museu de História Natural Carlos Ritter, Museu de Arte Leopoldo Gotuzzo, Museu da Baronesa, Museu Histórico Helena Assumpção de Assumpção, Museu do Charque, Museu do Doce, Museu do Futebol, Museu das Coisas Banais, Museu de Arte Sacra João Paulo II, Memorial da Praia do Laranjal Arthur Augusto de Assumpção, entre outros.

### Eventos
O carnaval de rua de Pelotas é conhecido nacionalmente, pela espontaneidade dos blocos carnavalescos que saem às ruas e garantem a alegria do povo.
A Feira Nacional do Doce, popularmente denominada Fenadoce, é um evento muito prestigiado em âmbito nacional, sendo realizada anualmente, durante o meio do ano (em 2008, foi realizada entre os dias 4 de junho e 22 de junho). A primeira edição da festa foi realizada no ano de 1986, e desde então consagrou-se na principal atração turística da Zona Sul do Rio Grande do Sul, com uma mistura de shows, gastronomia, lazer e turismo.
O município de Pelotas recebe uma grande parcela de turistas durante a realização do evento, oriundos das mais diversas localidades do país, vindos com o intuito de conhecer a culinária pelotense, com os seus doces de origem portuguesa e africana, além de outros doces de origens alemã, italiana e árabe.

### Arquitetura e monumentos
O centro histórico da cidade foi tombado pelo Instituto do Patrimônio Histórico e Artístico Nacional. O município teve forte influência da estética portuguesa, com as fachadas de seus casarões cobertas de azulejos. Pelotas é muito rica em tesouros arquitetônicos e monumentos, muitos tombados pelo patrimônio histórico do município e do Estado.

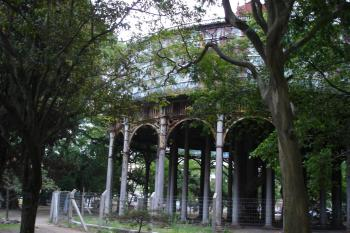
Caixa D'água de ferro.

Um exemplo de monumento do acervo do município é o Chafariz "As Três Meninas", vindo de Escócia em 1873, e localizado no centro do município. Até o ano de 2007 acreditava-se que ela era proveniente da França.  Outro exemplo de monumento é o Obelisco de Pelotas, situado no bairro Areal.

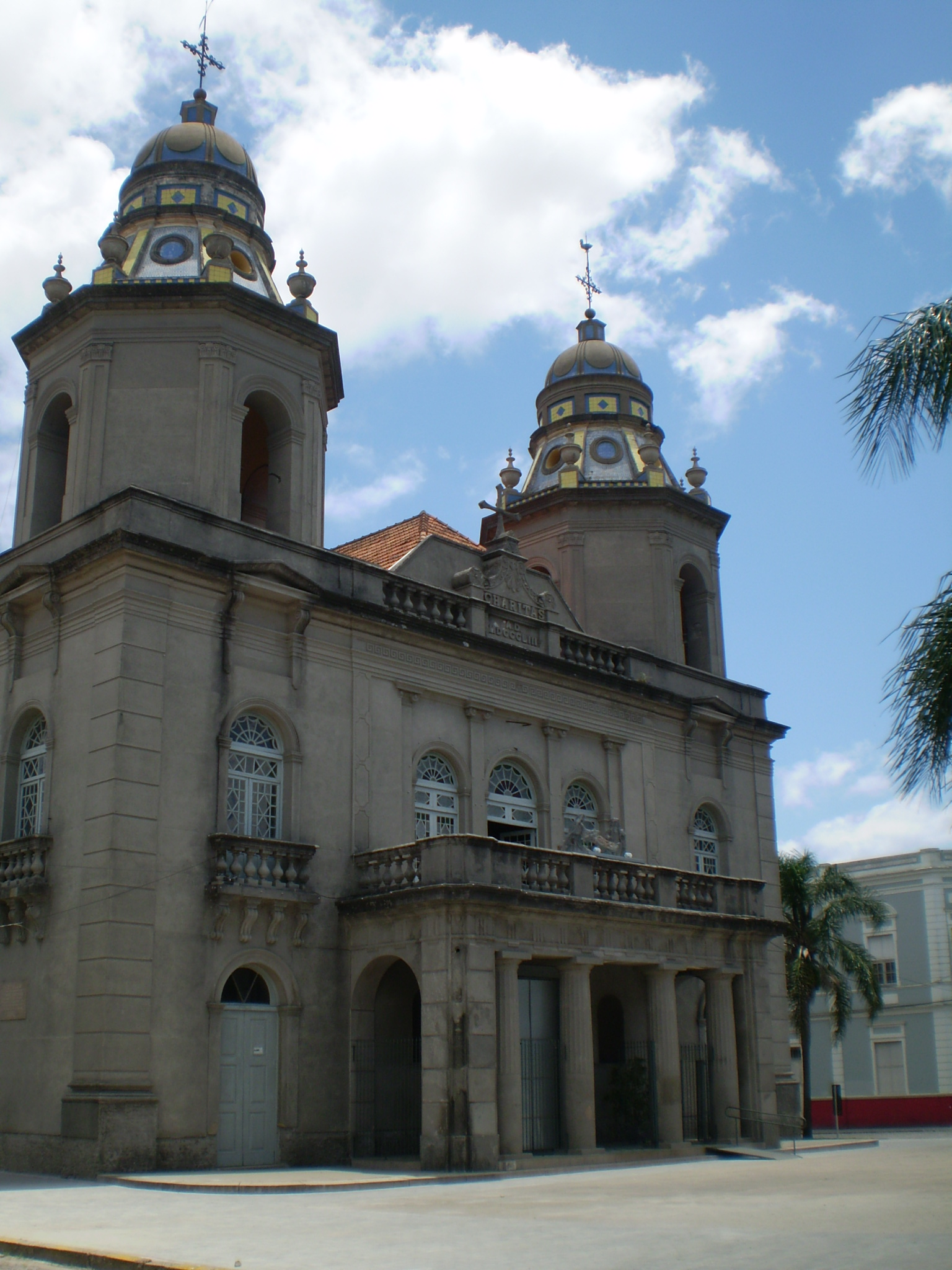
Catedral São Francisco de Paula.

Também se destaca o "museu da Baronesa", cuja construção se deu no século XIX, ocupando uma área de aproximadamente 7 hectares, possuindo, a construção, 22 peças e um pátio interno. Contornando todo o conjunto, foram cultivados vários jardins.

### Mitos arquitetônicos
Muitos populares pelotenses acreditam na existência de túneis de fuga , também conhecidos como saídas francesas, nos subterrâneos do município. A maioria desses mitos surgiu com os porões altos, encontrados na maioria dos prédios mais antigos da cidade; às ligações entre casas de uma mesma família, raramente feitas por baixo da terra; com poços ou cacimbas, encontrados principalmente em construções anteriores à criação da Companhia Hydraulica Pelotense, no final do século XIX; e com os dutos coletores das redes de esgotos e de águas pluviais, que se estendem por boa parte do centro de Pelotas.

## Cidades-irmãs e ponto antípoda
Pelotas possui quatro cidades-irmãs:
- Aracati, Ceará, Brasil (2005)[70]
- Aveiro, Portugal (1996)[71]
- Colônia do Sacramento, Uruguai (2005)[72]
- Suzu, Japão (1963)[73]

O local antípoda de Pelotas está situado no Mar da China Oriental, cerca de 250 km a oeste do litoral de Satsumasendai, cidade situada no extremo sul do Japão.